# Rifugio Alpe Corte
Il rifugio Alpe Corte Bassa è un rifugio situato nella frazione di Valcanale del comune di Ardesio (BG), in val Seriana, nelle Prealpi Orobiche, a 1.410 m s.l.m.

## Storia
Il rifugio è stato costruito ed inaugurato nel 1948. Nel 1970 la Sezione di Bergamo del CAI acquistò il rifugio, ampliando e migliorando il fabbricato. Dal 2007 i lavori di ristrutturazione e riqualificazione lo hanno reso agibile anche a persone diversamente abili.

## Caratteristiche e informazioni
Il rifugio è di proprietà della sezione di Bergamo del Club Alpino Italiano, e ha una capienza di 31 posti letto e 70 posti a sedere in sala pranzo.
Sorge al confine di una bella pineta, al cospetto delle imponenti pareti dolomitiche del versante nord del Pizzo Arera.

## Accessi
Dall'abitato di Valcanale, segnavia n. 220 percorribile in circa 45 minuti, seguendo la valle del torrente Acqualina.
Il rifugio può essere anche raggiunto dalle baite Mezzeno per il passo Branchino e l'omonimo lago, tramite il segnavia numeri 219/218 percorribile in circa 1,30 h.

## Ascensioni
- Pizzo Arera (2.512 m)
- Monte Corte (2.493 m)
- Cima del Fop (2.322 m)
- Corna Piana (2.302 m)
- Monte Secco (2.267 m)
- Cima di Valmora (2.198 m)
- Monte delle Galline (2.131 m)
- Corno Branchino (2.038 m)

## Escursioni
Il rifugio è la meta della 1ª tappa del Sentiero delle Orobie Orientali, che prevede la salita da Valcanale. Da qui si prosegue alla volta del rifugio Laghi Gemelli (2ª tappa) tramite il sentiero n. 216 in 4 h.
È possibile raggiungere il rifugio Branchino e il lago omonimo dal rifugio seguendo il sentiero 218 in circa un'ora.
Un itinerario interessante è quello del sentiero dei Fiori: si tratta di un percorso ad anello percorribile in circa 3 ore che dal Passo Branchino (1.821 m) porta al rifugio Capanna 2000 seguendo il segnavia 222. Da qui attraversa la Valle d'Arera e raggiunge il Passo Gabbia (2.050 m) e poi la Bocchetta di Corna Piana (2.078 m), per ridiscendere al Passo Branchino.

## Galleria d'immagini

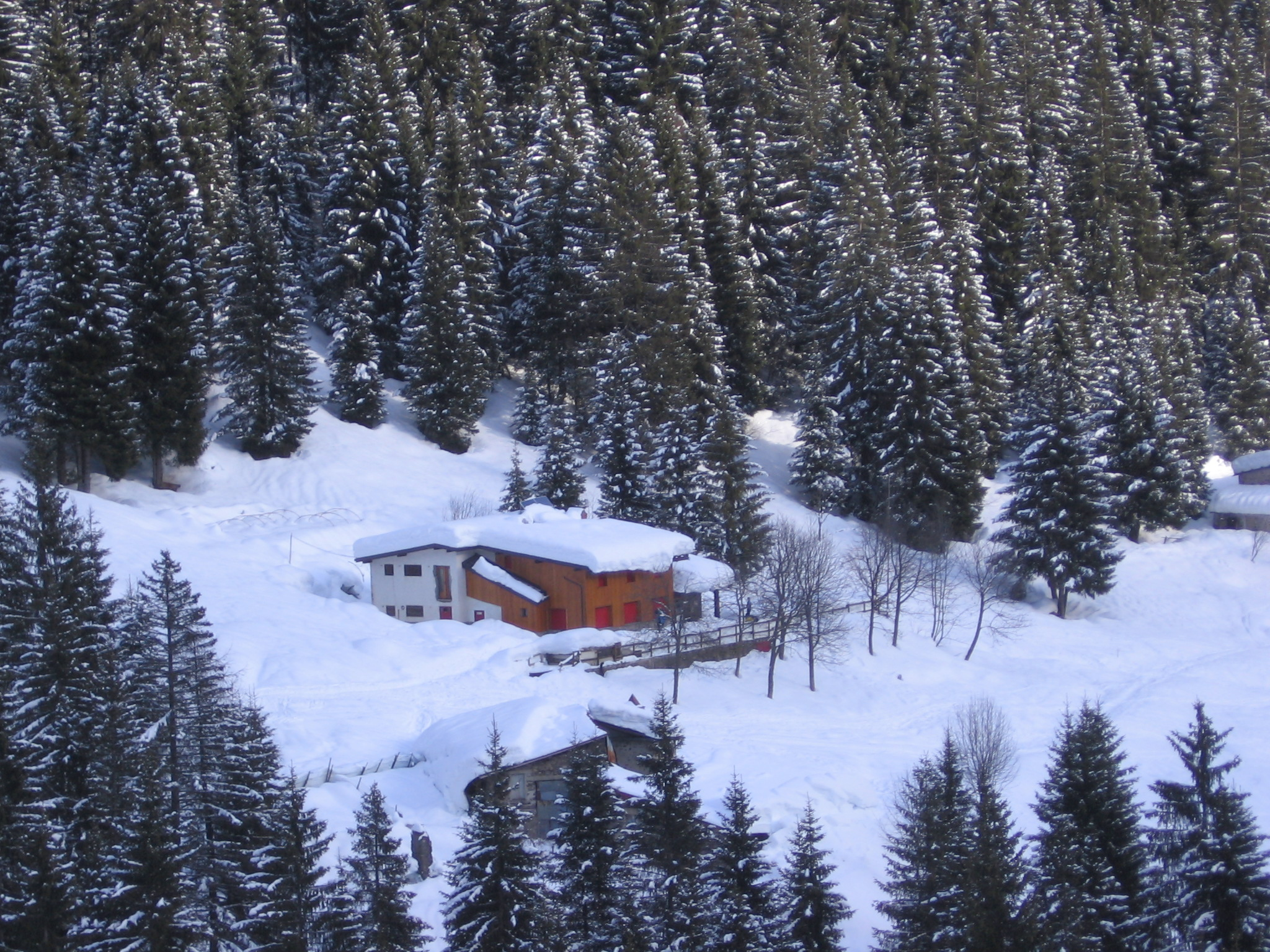
Il rifugio in veste invernale
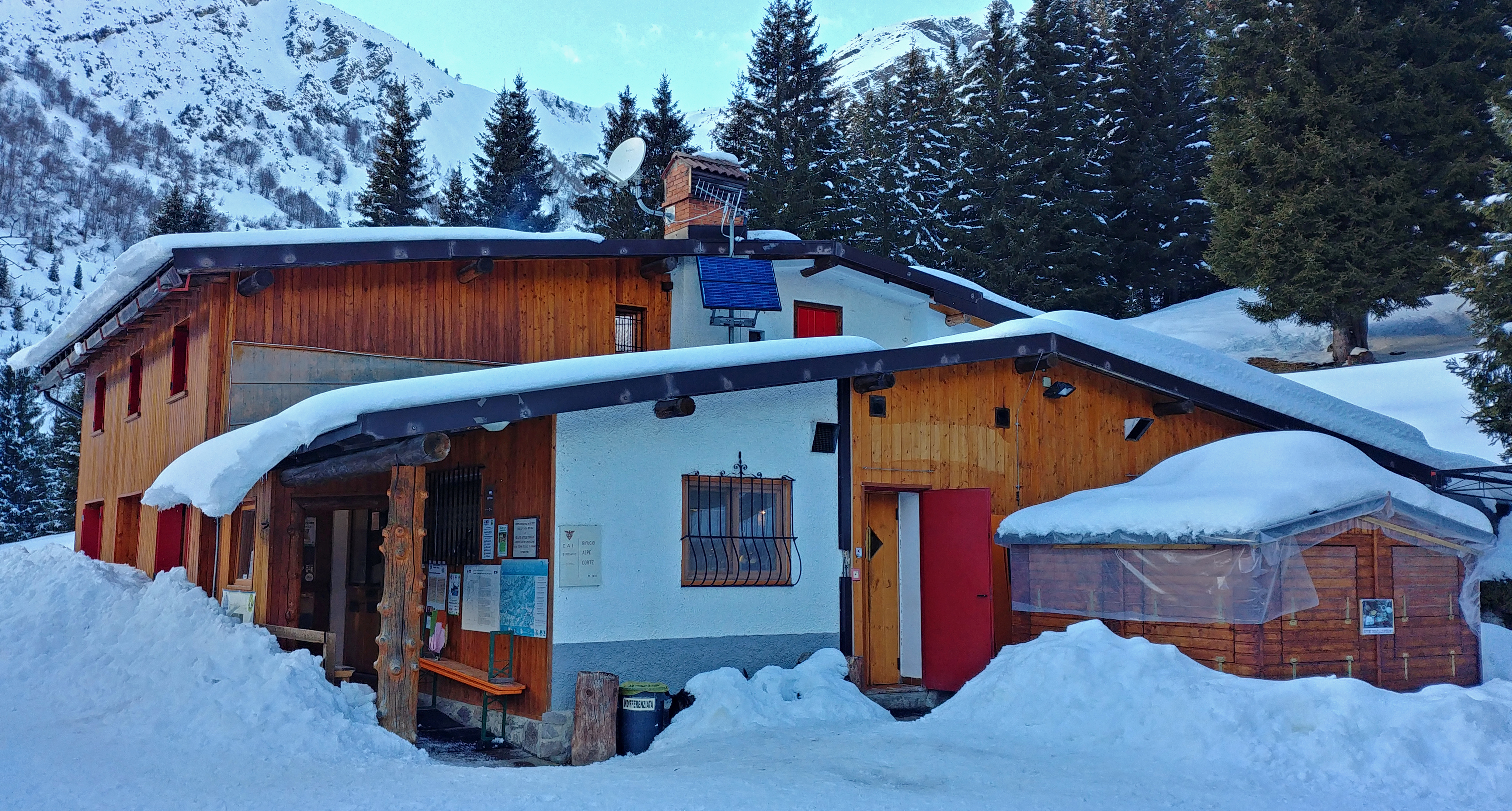
Rifugio Alpe Corte
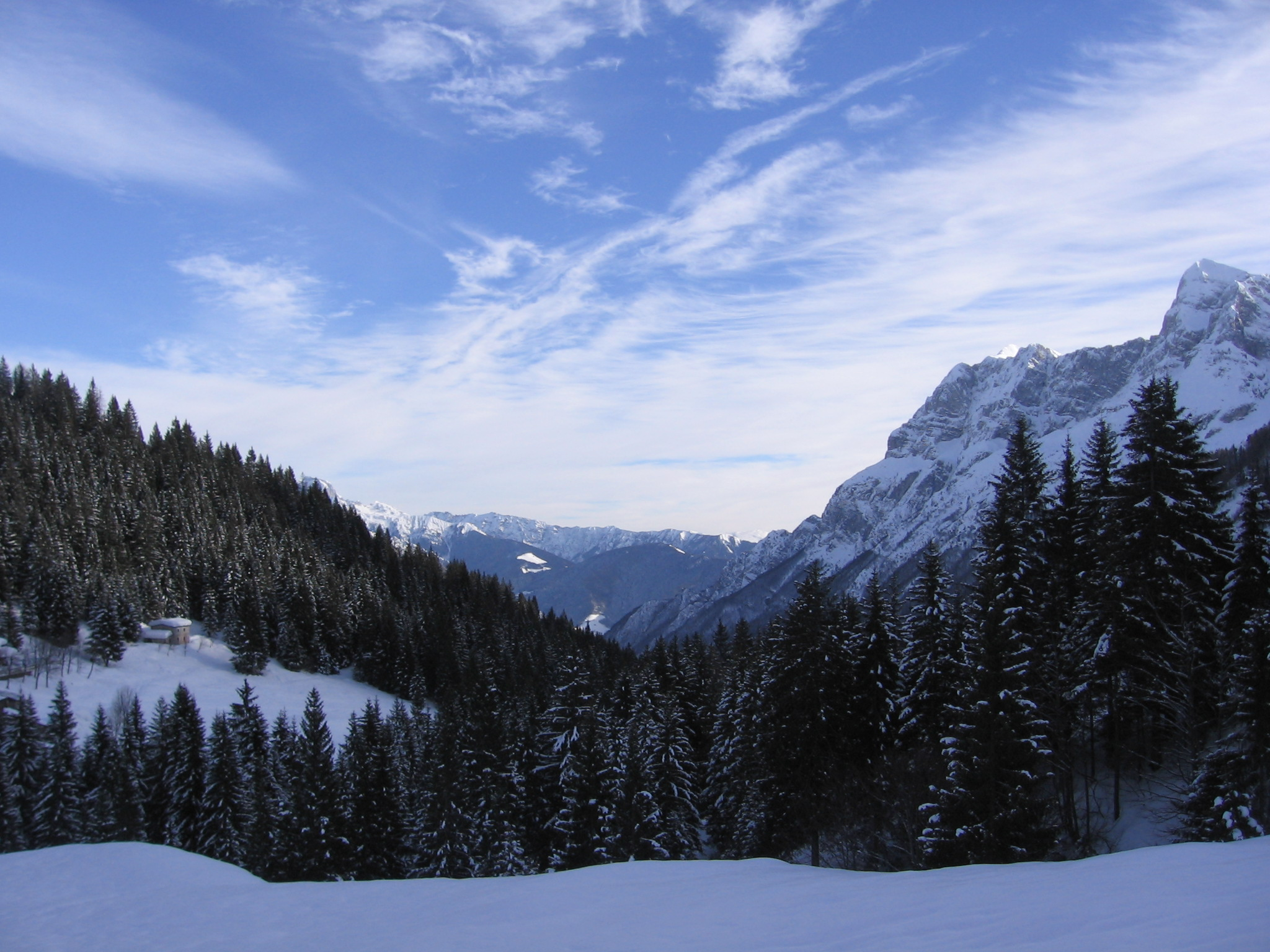
Panorama dai pressi del rifugio Alpe Corte
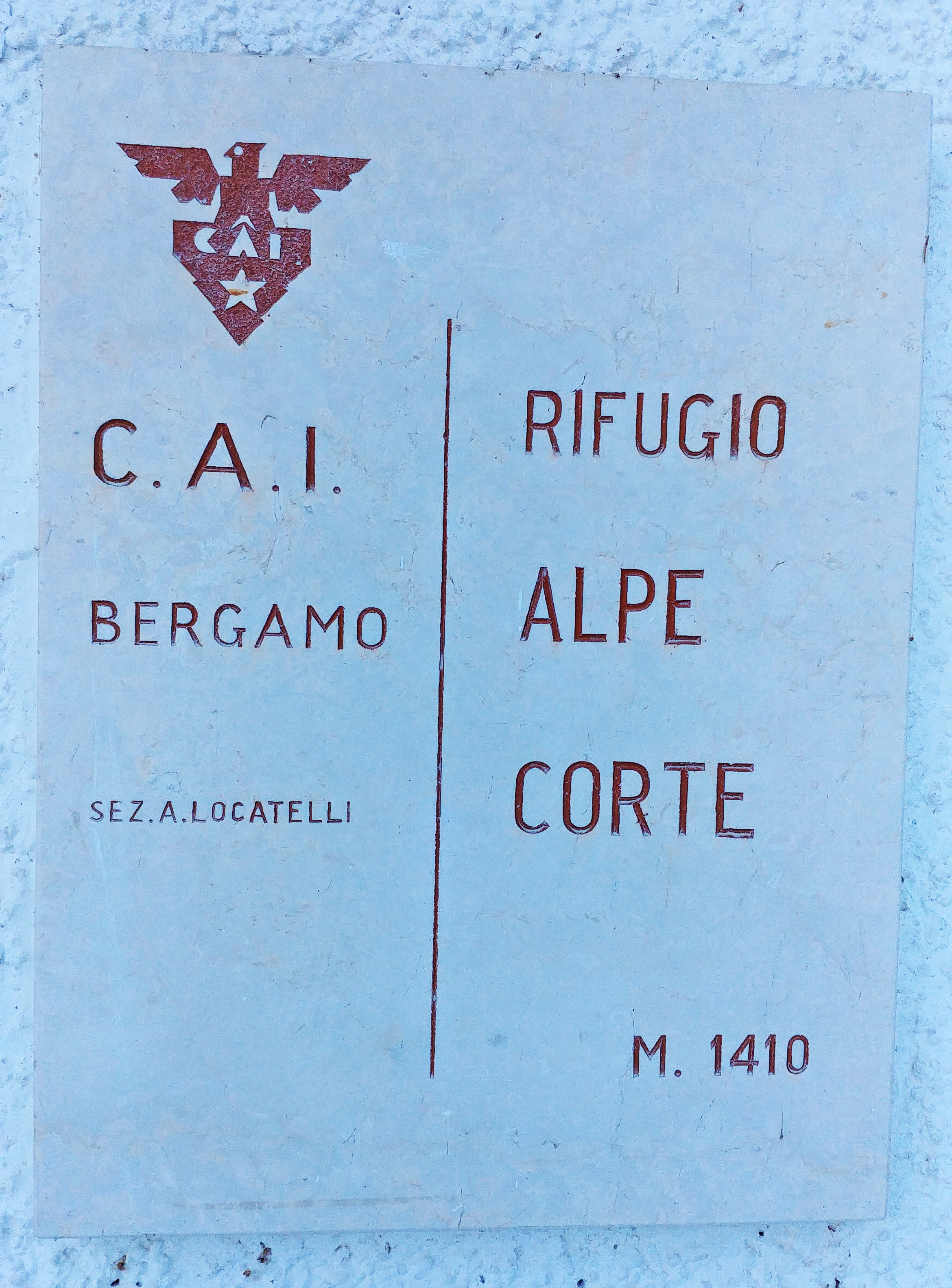
La targa posta all'ingresso